# Ањак
Ањак (фр. Agnac) насеље је и општина у југозападној Француској у региону Аквитанија, у департману Лот и Гарона која припада префектури Марманд.
По подацима из 2011. године у општини је живело 452 становника, а густина насељености је износила 32,66 становника/km². Општина се простире на површини од 13,84 km². Налази се на средњој надморској висини од 56 метара (максималној 125 m, а минималној 39 m).

## Демографија
| 1962. | 1968. | 1975. | 1982. | 1990. | 1999. | 2011. |
| ----- | ----- | ----- | ----- | ----- | ----- | ----- |
| 328   | 350   | 367   | 408   | 381   | 388   | 452   |

График промене броја становника у току последњих година